# Daniel Brolin
Martin Daniel Brolin, född 9 december 1975 i Ölmstads församling, Jönköpings län, är en svensk missionär, pastor och församlingsbyggare.

## Biografi
Som son till Bengt och Birgitta Brolin växte Daniel Brolin upp i en missionärsfamilj. Två år efter att han 1996 gift sig med Paulina Holmberg från Västerås, reste han tillsammans med hustrun till Ryssland för att missionera där, men kidnappades i januari 1998 i delrepubliken Dagestan och fördes av okända män till en liten fängelsehåla med jordgolv och utan fönster. Efter 165 dagar i fångenskap blev de frigivna i juni samma år. Under fångenskapen utsattes Daniel Brolin för misshandel och de tvingades leva på vatten och bröd.
Väl hemkomna i Sverige arbetade makarna som ungdomspastorer och var med och grundade pingstförsamlingen Life Center i Västerås. År 2007 gav de sig åter ut på missionsfältet, de reste då till Thailand och anlände till Bangkok i augusti 2007. Där har de grundat församlingen Life Center Church, i vilken de fortfarande arbetade 2013.
Daniel Brolin har vid flera tillfällen medverkat vid Pingströrelsens årliga rikskonferens Nyhemsveckan där han och hustrun bland annat talat om behovet av mission i en globaliserad värld.
Paret Brolin finns representerade i sångboken Ung psalm med sången Så god som de skrev och komponerade under tiden de satt som gisslan i Ryssland. Sången finns också med på skivan Lovsånger från Davids hjärta, tredje samlingen som gavs ut 2000.